# Log (Lukovica)
Log is een plaats in Slovenië en maakt deel uit van de gemeente Lukovica in de NUTS-3-regio Osrednjeslovenska. De plaats telde 27 inwoners op 1 januari 2020.